# When Facing the Things We Turn Away From
When Facing the Things We Turn Away From è il primo album in studio da solista del cantante australiano Luke Hemmings (cantante e chitarrista del gruppo 5 Seconds of Summer), pubblicato nel 2021.

## Tracce
1. Starting Line – 4:30 (Luke Hemmings, Sammy Witte)
2. Saigon – 3:41 (Hemmings, Witte)
3. Motion – 3:29 (Hemmings, Witte)
4. Place in Me – 3:07 (Hemmings, Witte)
5. Baby Blue – 3:43 (Sierra Deaton, Hemmings, John Hill, Witte)
6. Repeat – 3:32 (Hemmings, Witte)
7. Mum – 3:50 (Hemmings, Witte)
8. Slip Away – 3:52 (Hemmings, Witte)
9. Diamonds – 3:58 (Hemmings, Hill, Witte)
10. A Beautiful Dream – 3:11 (Hemmings)
11. Bloodline – 2:04 (Deaton, Hemmings)
12. Comedown – 4:38 (Hemmings, Witte)